# Oratorio della Madonna delle Grazie (Riparbella)
L'oratorio della Madonna delle Grazie si trova a Riparbella.

## Storia e descrizione
Costruito nel 1542, presenta una facciata a capanna in pietra: nel piccolo campanile a vela è collocata una campana con la scritta Ave Maria gratia plena e la data 1507. Antichi e recenti restauri hanno determinato l'attuale aspetto dell'oratorio che fino al 1959 mostrava in facciata un porticato.
L'interno, ad unica navata, conserva sull'altare dalla fattura ottocentesca un antico affresco raffigurante la Madonna delle Grazie. Adornano le pareti due grandi tele raffiguranti Sant'Antonio Abate e la Vergine Assunta in cielo, provenienti dalla parrocchiale.
In questo oratorio vengono officiate alcune solennità particolari, come la benedizione dei rami di olivo nella domenica delle Palme e la Commemorazione dei Defunti.